# Táblabíró
A vármegyei táblabíró (latinul: Tabulae Regiae Judiciariae Assessor; németül: Gerichtstafelbeisitzer) egy cím, amely a Magyar Királyságban használatban volt 1848-ig.

## Története
A táblabíró eleinte fellebbviteli bíró volt a nemesi vármegyében. Az 1613-ban kiadott törvény elrendelte, hogy a vármegyei széken 4 fellebbviteli bírónak kell jelen lennie (voltak vármegyék, melyekben akár 6–8). A törvény szerint ekkor a vármegye választotta ezeket a táblai ülnököket, azonban a 18. század közepén már a főispán nevezte ki őket. Nagy tiszteletet és tekintélyt adó volt a táblabírói cím a 18. században; egyedül a köznemesség felső és tehetősebb rétege (bene possessionati)  élt ilyen címmel. A 19. század első felében a vármegyék arra törekedtek, hogy megválasztásuk jogát a közönség visszaszerezze, és ezzel számuk rohamosan növekedett. Tehát a reformkorban már minden presztízzsel rendelkező, jobbfajta birtokos nemes úr megkapta a táblabírói címet, amelyet tiszteleti címként, kitüntetésként használtak. Vármegyénként 100–500, az egész királyságban 8–10 000 táblabíró volt.
Előfordult az is, hogy egy országos népszerűséggel rendelkező politikus nemes úr több vármegye táblabírája is volt egyszerre. Például, Séllyey Elek (1788–1850), Zala vármegye alispánja, Zala, Somogy, Varasd és Kőrös vármegyék táblabírája volt. A rendkívüli nagy országos tisztelettel örvendező kehidai Deák Ferenc (1803–1876), a „Haza Bölcse”, viszont 72 vármegye táblabírája, azaz a Magyar Királyság összes vármegyéjének a táblabírája volt.
Nevezetes köznemesi családoknak, ahogy például a Zala vármegyei kehidai Deák családnak a tagjai több nemzedéken keresztül táblabírói címet viseltek: Deák Ferenc (1803–1876) a „Haza Bölcse”, apja, idősebb Deák Ferenc (1761–1808), nagyapja, Deák Gábor (c. 1730–1788) és dédapja, Deák Péter (†1752) mind táblabírák voltak.

## Érdekességek
- A biedermeier stílus Magyarországon „táblabíró”-stílus néven virágzott.[4]
- Szentmártoni Darnay Kálmán (1864–1945) régész, muzeológus, múzeumigazgató, író  1928-ban adta ki a „Kaszinózó táblabírák” nevű művét, amelyben megkísérelte a táblabírák világát megörökíteni.[5]